# Vorapita
Phra Vorapita (XVI secolo – XVII secolo) fu reggente del regno di Lan Xang, l'odierno Laos, dal 1596 al 1603.
Assunse tale incarico dopo che era stato designato re il figlio Voravongse II. Nel periodo in cui ebbe il potere, Lan Xang era vassallo del Regno birmano di Taungù, che aveva la sua capitale a Pegu. I birmani avevano espugnato nel 1575 Vientiane, la capitale del regno, che per la prima volta nella sua storia dovette subire un lungo dominio straniero.
Le cronache che lo menzionano  provengono dagli antichi annali di Lan Xang, di Lanna, di Ayutthaya, di Nan e di Birmania, che differiscono tra loro. Gli annali di Lan Xang furono tradotti in altre lingue ed interpretati in diversi modi, dando luogo a controversie sull'attendibilità dei riferimenti storici. La principale tra le critiche che determinarono il cambiamento del testo originale, fu dettata dalla convinzione che molti degli avvenimenti storici fossero stati omessi o distorti nell'edizione originale a maggior gloria del regno. Gli avvenimenti e le date relative alla sua vita non sono quindi pienamente attendibili.

## Biografia
Vorapita era di origini comuni ed acquisì il titolo di principe dopo aver sposato Kham Khai, detta anche Dharmagayi, figlia di re Phothisarat e sorella minore di Setthathirat I, l'eroico sovrano che aveva guidato il paese dal 1550 al 1571 e ne aveva conservato l'indipendenza respingendo le invasioni birmane. Ebbero come figlio Voravongse II.

### Reggente
Nel 1596, alla morte del re No Keo Kuman, figlio di Setthathirat I e nipote di Vorapita, i nobili di corte scelsero Voravongse come nuovo re quando aveva solo 11 anni. In quel periodo Lan Xang era ancora tributario dei birmani di Taungù, il cui re Nanda Bayin diede il benestare alla nomina ma, data la giovane età, impose che fosse affiancato in qualità di reggente dal padre Vorapita.
Anche il regno birmano stava attraversando un periodo di grave crisi dopo la morte nel 1581 del padre di Nanda Bayin, il re Bayinnaung, un grande  condottiero definito da alcuni storici il Napoleone della Birmania. Il suo erede Nanda non riuscì a controllare gli immensi territori conquistati dal padre e lentamente il grande impero si stava disgregando. Tra il 1583 ed il 1587, il condottiero siamese Naresuan liberò il Regno di Ayutthaya dal dominio dei birmani, che si ritrovarono così a soffrire la belligeranza del più agguerrito tra i paesi vicini. Naresuan attaccò Pegu mettendo in difficoltà i birmani, che seppero però respingere l'invasione.

### Guerra civile a Lan Xang e fine della reggenza
Fu in quel periodo che Nanda Bayin ordinò la liberazione degli ostaggi di Lan Xang detenuti da anni a Pegu a garanzia contro eventuali rivolte di Lan Xang. Nella loro marcia di ritorno in patria, la folta colonna dei laotiani rilasciati fu intercettata e messa agli arresti dalle milizie del Regno di Lanna, che era a sua volta tributario dei birmani. Quando Vorapita seppe dell'accaduto, inviò a liberarli un'armata contro Chiang Mai, la capitale Lanna. L'esercito di Vientiane conquistò diverse importanti città nemiche tra cui Chiang Saen e Chiang Rai, ma quando giunse alle porte di Chiang Mai si ritrovò a corto di viveri e dovette battere in ritirata.
Quando le truppe rientrarono, il reggente Vorapita era talmente infuriato per il negativo esito della campagna che vietò loro l'ingresso a Vientiane minacciando di far giustiziare i comandanti. L'armata si accampò nei pressi della capitale ed i generali chiesero ed ottennero l'appoggio del giovane sovrano Voravongse II, che si ritrovò a capo di un esercito rivolto contro la propria città e contro il proprio reggente e padre Vorapita.
L'assedio di Vientiane da parte dei ribelli durò quattro mesi, durante i quali molti furono i morti su entrambi i fronti e la popolazione soffrì per gli esiti delle ripetute battaglie. L'intermediazione del clero di Vientiane portò Voravongse II a chiedere la pace ed il perdono al padre. Il conflitto ebbe termine ed in quello stesso anno, il 1603, Vorapita rinunciò ai suoi poteri in favore del figlio e si ritirò a vivere a Nakhon Phanom, nell'odierno Isan, che a quel tempo era parte del Regno di Lan Xang. Voravongse II poté così essere incoronato re con il nome regale Voravongse Thammikarat Chao dopo 7 anni di reggenza del padre.